# Ladislav Šaban
Ladislav Šaban (Lepoglava, 3. siječnja 1918. – Zagreb, 25. srpnja 1985.), hrvatski znanstvenik i glazbeni pedagog i muzikolog.

## Životopis
Rođen je u Lepoglavi, 3. siječnja 1918. godine. Godine 1941. diplomirao je glasovir u Zagrebu na Muzičkoj akademiji. Kasnije se nastavio usavršavati u Wiesbadenu. Od 1941. do 1950. bio je srednjoškolski nastavnik na Muzičkoj školi „Vatroslav Lisinski”. U razdoblju od 1950. do 1978. bio je profesor glasovira i metodike na Muzičkoj akademiji.
Istraživao je povijest glazbenog školstva u Hrvatskoj, a ponajviše povijest orguljarstva u Hrvatskoj. Bio je izvanredni član JAZU-a. Umro je u Zagrebu, 25. srpnja 1985. godine.

## Djela
- „Škola za klavir” (1952.)
- „150 godina Hrvatskog glazbenog zavoda” (1982.)